# Ла Томатіна

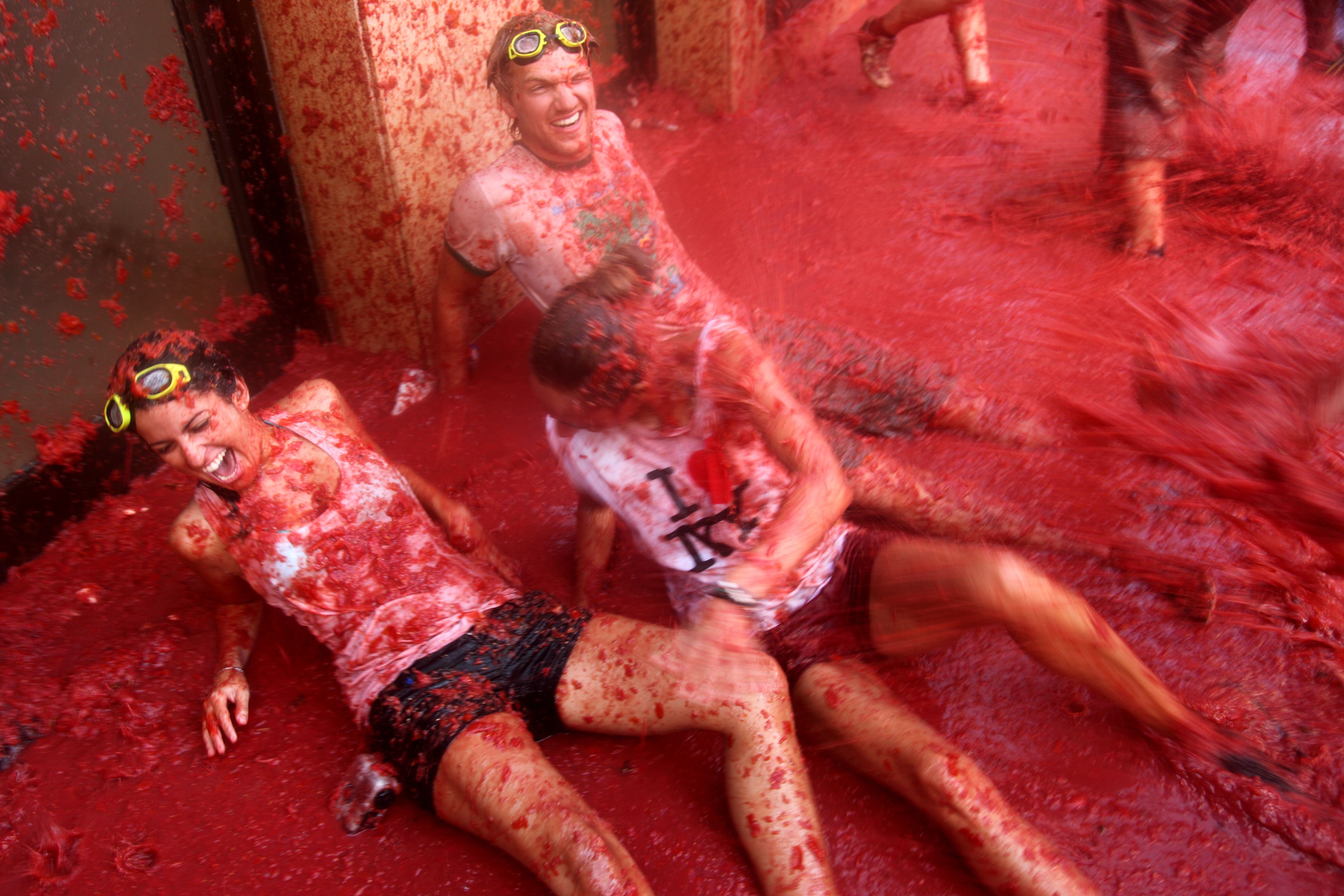
Учасники фестивалю «Томатіна» 2010 року

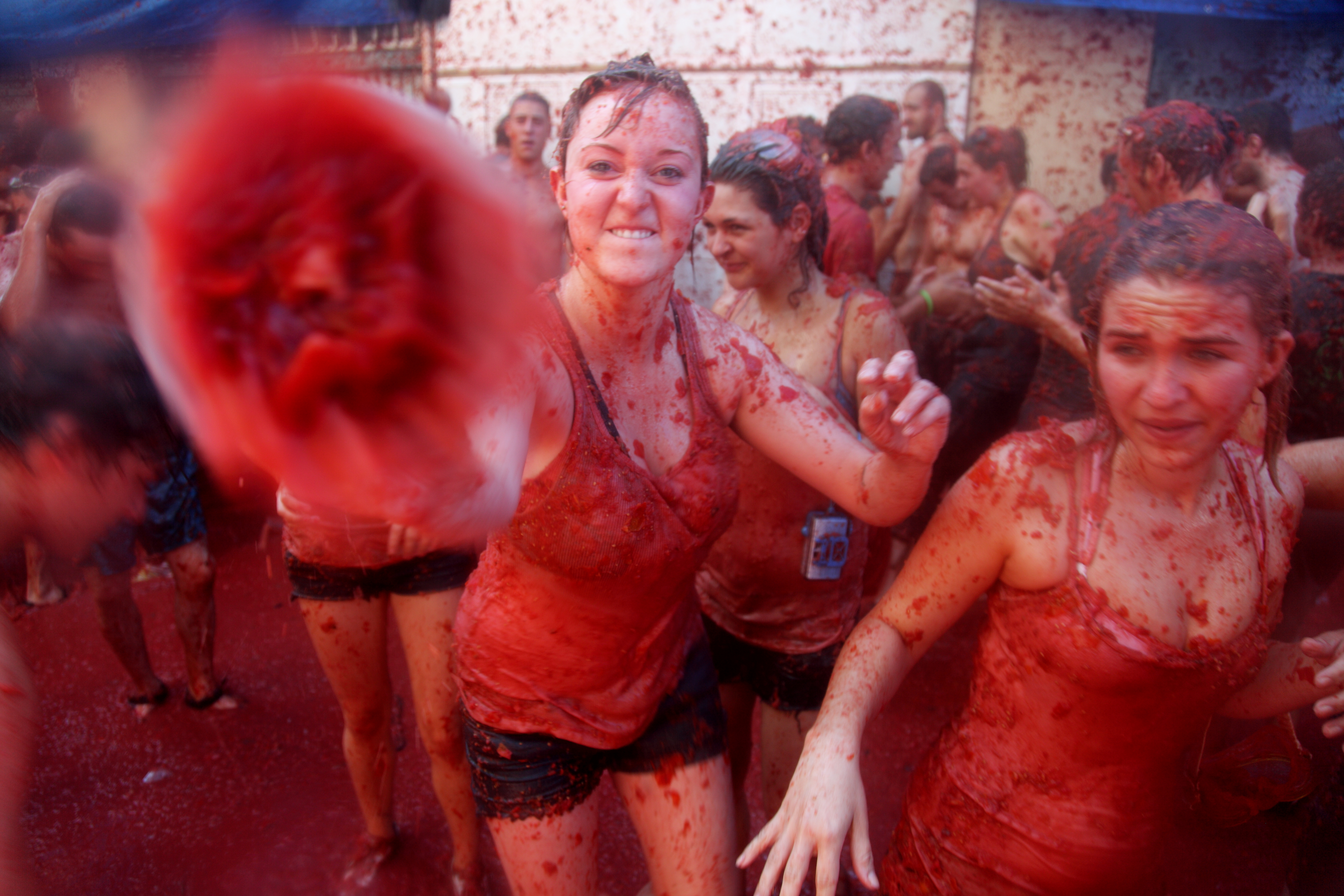
«Томатіна»2010

Ла Томатіна (ісп. La Tomatina) — щорічний фестиваль, який відбувається в останню середу серпня в іспанському місті Буньйоль (Валенсія). Під час свята учасники кидають одне в одного помідорами.
Фестиваль триває тиждень та охоплює музичні номери, ярмарок, парад, танці та салют. У ніч перед томатним боєм проводиться конкурс з приготування  паельї. Населення Буньйоля становить 10 тис. осіб, але в період святкування сюди приїжджають до 40 тис. туристів. Житла для всіх туристів в Буньйолі не вистачає, тому багато учасників приїжджають на поїзді або автобусі з Валенсії, яка знаходиться за 38 км. При підготовці до фестивалю власники магазинів закривають великими пластиковими щитами вікна своїх закладів, щоб захистити їх від майбутнього божевілля, в ході якого використовується більш ніж 100 тонн помідорів.

## Опис
Перші події Ла Томатіни починаються з 10:00 ранку. Вантажівки з помідорами в'їжджають на центральну площу міста Плаза-дель-Пуебла. Томати везуть з сусіднього автономної спільноти Естремадура, де вони дешевші. За правилами фестиваль починається тільки після того, як хто-небудь залізе на дерев'яний стовп заввишки у два поверхи, попередньо змащений милом. Нагорі сміливця очікує свинячий окіст (хамон). Сигналом до початку бою служить постріл з водяних гармат. У процесі битви кожен учасник сам за себе. Правила вимагають, що для уникнення травм перед кидком помідор повинен бути роздавлений. Також за правилами не можна приносити з собою предмети, що можуть завдати серйозних пошкоджень, наприклад, скляні пляшки.
Хаос триває рівно годину, після чого водомети роблять другий залп, подаючи сигнал до завершення битви. Після цього моменту помідорами кидатися більше не можна. Після битви стіни навколишніх будинків стають червоними, а томатна жижа на бруківці доходить до щиколоток.
У процесі очищення  пожежні автомобілі змивають залишки томатів водою, яка подається з римського акведука, що проходить на північ від міста. Учасники відмиваються в річці, або їх обливають зі шлангів місцеві жителі.

## Історія
Фестиваль проводиться на честь покровителя міста Святого Луї Бертрана (San Luis Bertràn) і Богоматері-захисниці (Mare de Déu dels Desemparats). 
Початок традиції покладено в 1945-му. Стверджується[ким?], що перша битва помідорами сталася між друзями, в процесі бійки на фестивалі. У період правління  Франко свято було заборонене як таке, що не має релігійної значущості, але відродилося в 1970-х роках.
З 1980 року помідори для свята поставляються міською владою, а в 2002 році центральне бюро туризму присвоїло фестивалю в Буньолі статус міжнародного.
Захід 2020 року, який мав відзначати 75-ту річницю, був скасований у квітні 2020 року через пандемію COVID-19 в Іспанії. До цього його скасовували лише одного разу, у 1957 році, з політичних причин. Через COVID-19 також було скасовано захід у 2021 році.